# Ice Age 3: Det våras för dinosaurierna
Ice Age 3: Det våras för dinosaurierna (engelska: Ice Age: Dawn of the Dinosaurs) är en amerikansk animerad film som är den tredje filmen i serien Ice Age och hade biopremiär i USA den 1 juli 2009 och släpptes på DVD där den 27 oktober samma år.
Filmen producerades av Blue Sky Studios och distribuerades av 20th Century Fox. Ice Age 3 regisserades av Carlos Saldanha och är en uppföljare till Ice Age och Ice Age 2. Filmen omnämndes först i kommentatorsspåret på Ice Age 2-DVD:n. Den första trailern för filmen visades i samband med premiären av filmen Horton (14 mars 2008).

## Handling
Manny och Ellie väntar sitt första barn och Diego är tveksam om att gänget har gjort honom till en "mjukis". Sid startar sin egen familj när han hittar tre ägg i en grotta under jorden. Ur äggen kommer tre dinosaurieungar ut och deras mamma letar efter dem. Hon tar med sig ungarna och Sid in i en grotta. Gänget följer efter och upptäcker ingången till en helt ny värld under isen bebodd av dinosaurier. De stöter på rovdjur, köttätande växter, lavafall och den enögde vesslan Buck som hjälper dem att hitta Sid.